# カディス大学
カディス大学（Universidad de Cádiz、UCA）は、スペイン・アンダルシア州カディス県カディスに本部を置く公立大学。1979年に設立された。
特に医学と海洋科学の分野に秀でており、アンダルシア海洋高等研究センターなどを有する。2007-08年度の学生数は17,280人だった。劇作家・詩人のラファエル・アルベルティ、環境工学者の浅野孝、ギタリストのパコ・デ・ルシアなどに名誉学位を授与している。

## 歴史

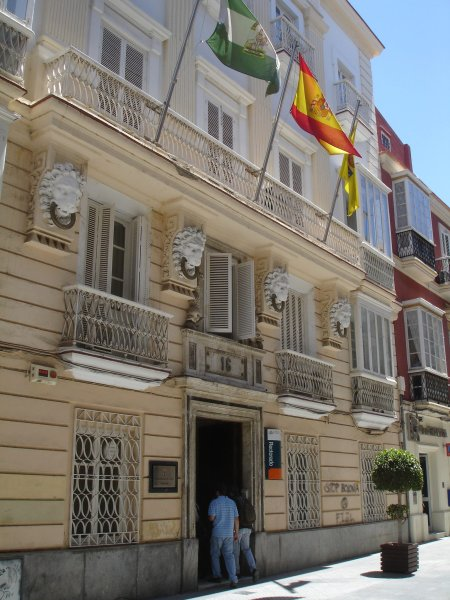
本部

15世紀に設立されたマレス・デ・レバンテ・イ・ポニエンテ研究院が起源である。1748年には医学部の前身である王立海軍外科学院が設立され、ヨーロッパで初めて単一の学校で医学と外科学を併せ持った。
1979年10月30日に大学としてのカディス大学が設立された。

## キャンパス
- カディス・キャンパス（メインキャンパス）
- アルヘシラス・キャンパス
- ヘレス・デ・ラ・フロンテーラ・キャンパス
- プエルト・レアル（英語版）・キャンパス

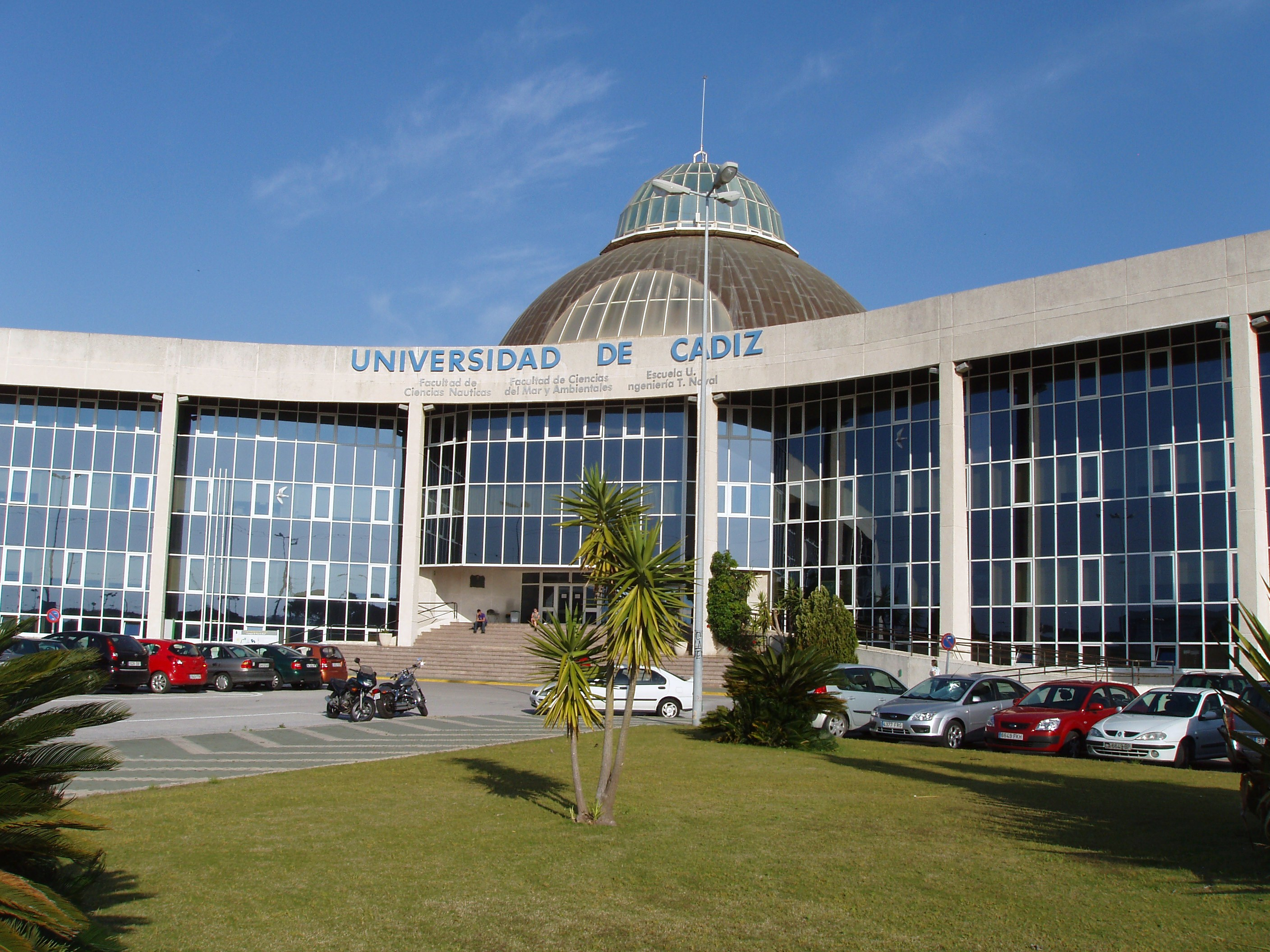
アンダルシア海洋高等研究センター
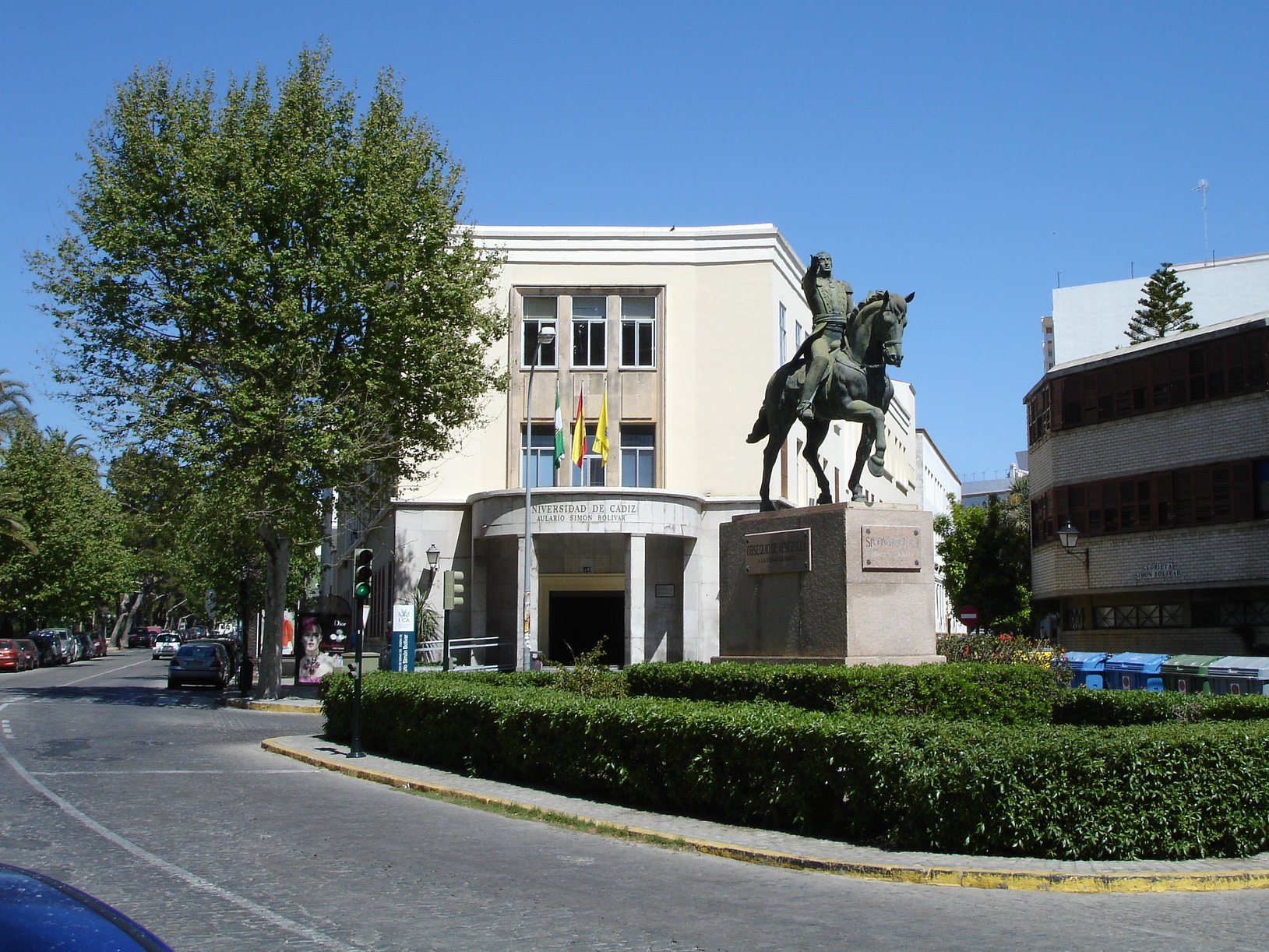
工学部
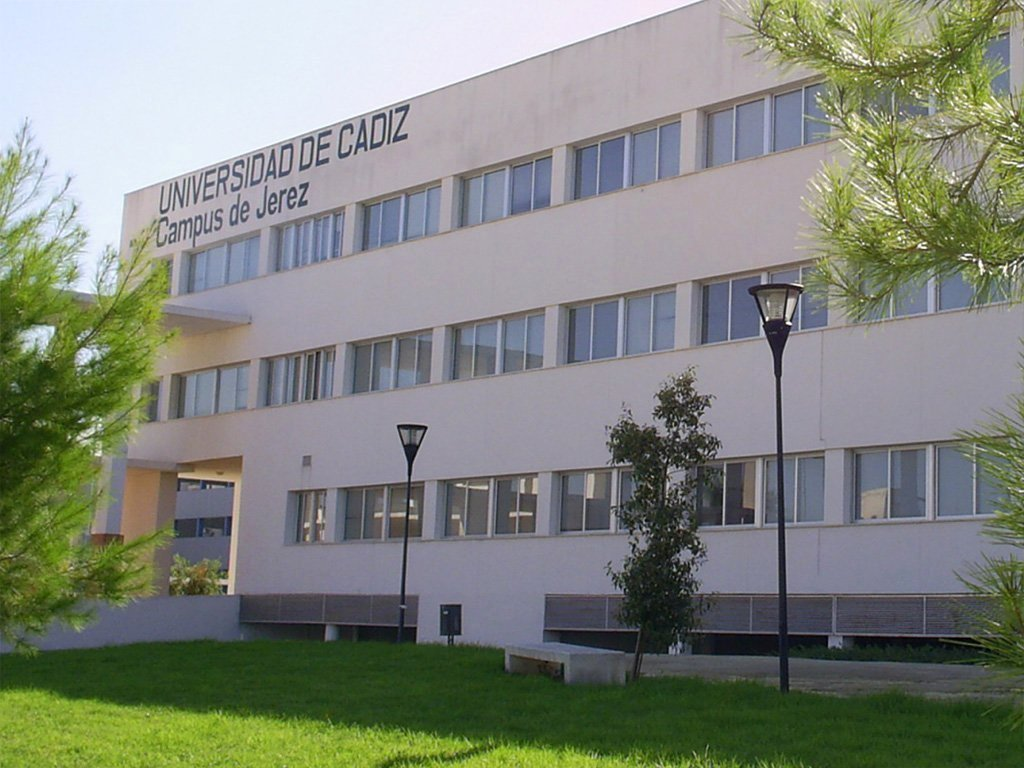
ヘレス・デ・ラ・フロンテーラ・キャンパス
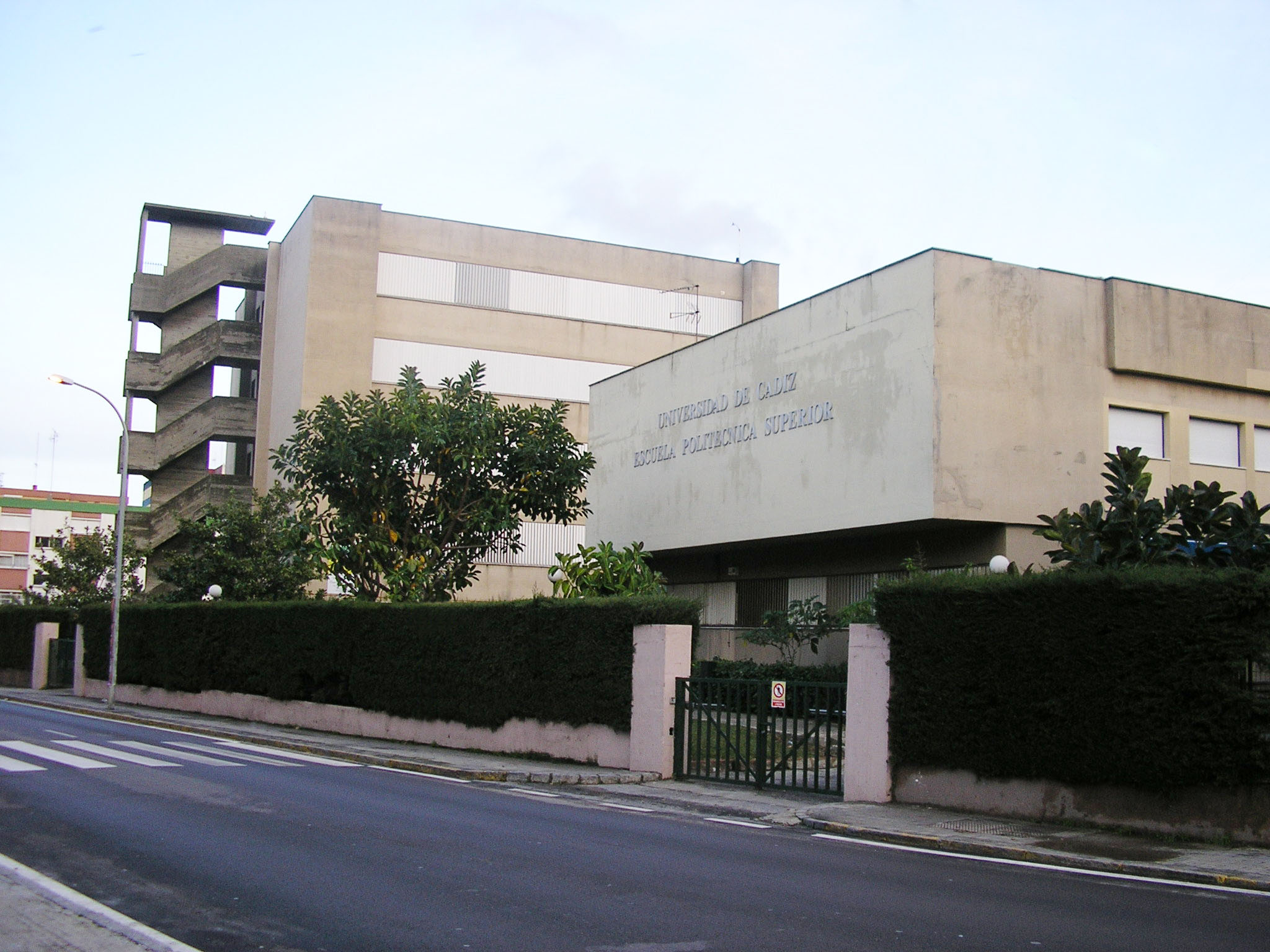
アルヘシラス・キャンパス

## 学部・学校
- 現代言語学部
- 健康科学部（カディス）
- 工学部（プエルト・レアル（英語版））
- 労働科学部（ヘレス・デ・ラ・フロンテーラ）
- 法学・経済学部（アルヘシラス）
- 先端研究センター（アルヘシラス）
- 労働関係学部（アルヘシラス）
- 教育学部（ラ・リネア・デ・ラ・コンセプシオン）